# 王皇后 (曹芳)
王皇后（おうこうごう）は、三国時代の魏の曹芳の3番目の皇后。父は王夔。

## 生涯
嘉平6年（254年）4月に皇后に立てられた。父は光禄大夫に任命され、広明郷侯に封じられた。
同年9月に司馬師が曹芳を廃位して、その後の動静は不明である。